# パラス級防護巡洋艦
パラス級防護巡洋艦 (Pallas  class protected cruiser) は、イギリス海軍の防護巡洋艦。9隻が建造された。パール級（Pearl class）とも呼ばれる。

## 概要
本級は、イギリス海軍により、自国のシーレーン保護と植民地警備を主任務とする三等巡洋艦として、1887年度海軍計画において5隻、1889年度計画において4隻が設計・建造されたクラスである。設計は「ミディア級」をタイプシップとし、小形化された。主な変更点は主砲を12cm速射砲で統一し、強制通風型のボイラーを採用して出力と速力をアップしたことだったが、強制通風を使用するとボイラーの消費が激しくて出力性能が落ちるのが早かった。なお、艦名の頭文字をPで統一したが、前期型5隻はオーストラリア艦隊（en:Australia Station）で使用するために艦名をオーストラリアの地名に改名して就役した。

## 艦形

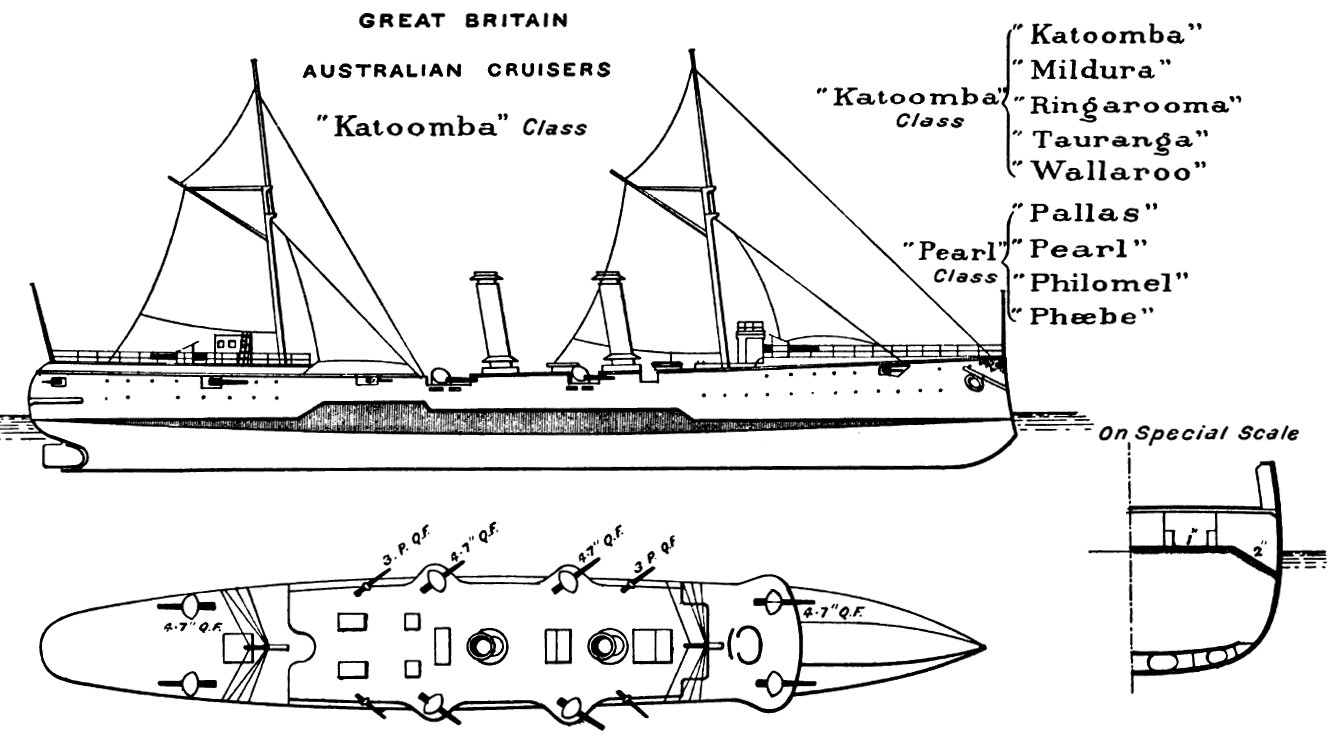
本級の武装・装甲配置を示した図。

船体は平甲板型船体である。艦首水面下に衝角（ラム）が付いている。艦首甲板はタートルバック型になっている。
上部構造物は、前部主砲の後方に置かれた司令塔の上に、両脇に船橋を持つ操舵艦橋と単脚式の前部マストが立つ。船体中央部に2本煙突が立ち、その周囲は煙管型の通風筒が立ち並んでいる。さらに外周は艦載艇置き場となっており、2本1組のボート・ダビッドが片舷2組ずつ計4組で運用された。2番煙突の後方に後部マストと後部艦橋が立っている。
武装配置は、主砲の「12cm（40口径）速射砲」（4.7ポンド砲）は全て防盾付の単装砲架で、艦首甲板の波切り板上にを並列で2基、舷側甲板上に片舷2基ずつ、後部甲板上に並列で2基を搭載した。舷側主砲はスポンソン（張り出し）の上に設置されており、首尾線方向への攻撃が可能だった。副武装としては7.62cm速射砲（3ポンド砲）を、舷側甲板上に片舷2基ずつ、艦首と艦尾の舷側に片舷1基ずつの計8基を搭載した。この武装配置により艦首尾方向に最大で12cm砲4門・7.62cm砲2門、舷側方向に最大で12cm砲4門・7.62cm砲4門が指向できた。

## 同型艦
| 艦名                        | 改名前                   | 型     | 就役            | その後                           |
| --------------------------- | ------------------------ | ------ | --------------- | -------------------------------- |
| ミルデューラ （Mildura）    | ピローラス （Pelorus）   | 前期型 | 1891年 3月18日  |                                  |
| カトゥーンバ （Katoomba）   | パンドーラ （Pandora）   | 前期型 | 1891年 3月24日  |                                  |
| リンガルーマ （Ringarooma） | サイキ （Psyche）        | 前期型 | 1891年 2月3日   |                                  |
| タウランガ （Tauranga）     | フィーニクス （Phoenix） | 前期型 | 1891年 11月27日 |                                  |
| ワラルー （Wallaroo）       | パーシアン （Persian）   | 前期型 | 1891年 3月31日  |                                  |
| パラス （Pallas）           |                          | 後期型 | 1891年 6月30日  |                                  |
| パール （Pearl）            |                          | 後期型 | 1892年 9月21日  |                                  |
| フィービ （Phoebe）         |                          | 後期型 | 1892年 12月1日  |                                  |
| フィラメル （Philomel）     |                          | 後期型 | 1891年 11月10日 | 後にニュージーランド海軍に移管。 |

## 参考図書
- 「世界の艦船 1996年11月増刊　イギリス巡洋艦史」（海人社）
- 「Conway All The World's Fightingships 1860-1905」（Conway）
- 「Conway All The World's Fightingships 1906–1921」（Conway）